# Lugkteichgebiet
Das Naturschutzgebiet Lugkteichgebiet liegt auf dem Gebiet der Stadt Sonnewalde im Landkreis Elbe-Elster in Brandenburg.
Das Gebiet mit der Kenn-Nummer 1603 wurde mit Verordnung vom 13. Februar 2008 unter Naturschutz gestellt. Das rund 328 ha große Naturschutzgebiet mit dem Lugkteich erstreckt sich nordwestlich der Kernstadt Sonnewalde und westlich von Zeckerin, einem Ortsteil von Sonnewalde. Östlich verläuft die B 96 und unweit südlich die Landesstraße L 703.